# Bera
Bera – gmina w Hiszpanii, w Nawarze, o powierzchni 35,33 km². W 2011 roku gmina liczyła 3798 mieszkańców.